# Cheiracanthium rupestre
Cheiracanthium rupestre är en spindelart som beskrevs av Herman 1879. Cheiracanthium rupestre ingår i släktet Cheiracanthium och familjen sporrspindlar. Inga underarter finns listade i Catalogue of Life.